# Aglaopus ochracea
Aglaopus ochracea är en fjärilsart som beskrevs av W. Warren 1908. Aglaopus ochracea ingår i släktet Aglaopus och familjen Thyrididae. Inga underarter finns listade i Catalogue of Life.